# Monte Elmo
Pour les articles homonymes, voir Elmo (homonymie) et Helm (homonymie).
Le monte Elmo, ou Helm en allemand, est une montagne qui s’élève à 2 433 ou 2 434 m d’altitude dans les Alpes carniques, à la frontière entre l'Autriche et l'Italie.

## Géographie

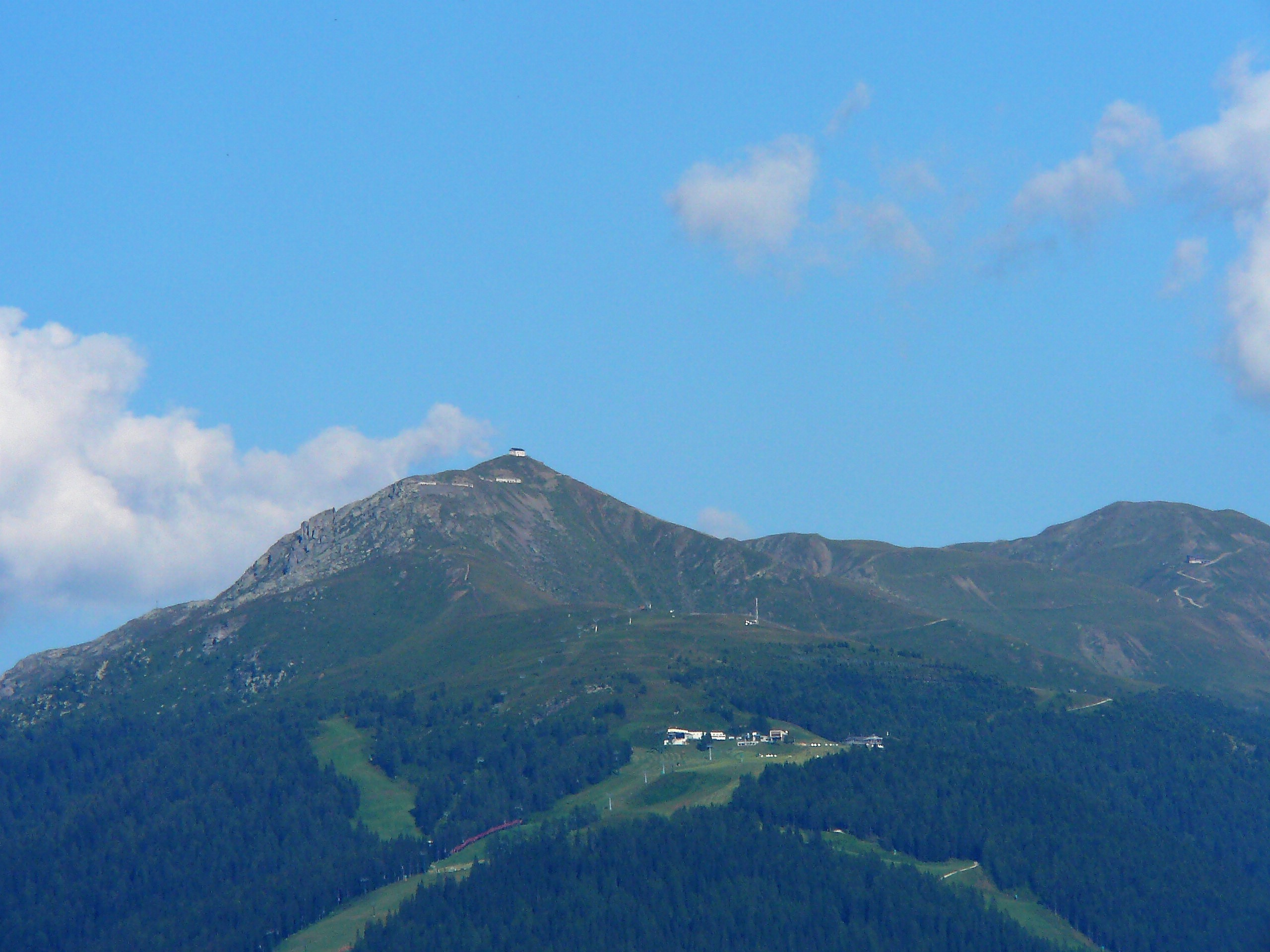
Vue sur le monte Elmo.

Le monte Elmo a notamment une position dominante sur le val Pusteria.

## Tourisme
Aujourd'hui, la montagne est facile d'accès et constitue une destination populaire en tant que point de vue sur les Dolomites de Sesto. Elle peut être atteinte par les téléphériques de Sesto et d'Obervierschach. De plus, son flanc ouest est utilisé comme domaine skiable avec de nombreuses remontées mécaniques et des pistes de difficulté faciles à moyenne.
C'est le point de départ ouest du Carnic High Trail, qui mène vers l'est sur 100 km en plusieurs variantes jusqu'à Nassfeld.

## Helmhaus
Au sommet de la montagne se situe un bâtiment abandonné, le Helmhaus. Le bâtiment est construit en 1891 comme refuge par la section de Sillian du Club alpin germano-autrichien, sur un terrain mis à disposition par la municipalité de Sesto. Il est équipé d'une grande terrasse panoramique.
Inutilisé pendant la Première Guerre mondiale, le Helmhaus devient propriété de l'Etat italien en 1925 à la suite du déplacement de la frontière entre l'Autriche et l'Italie. Le bâtiment devient alors une partie intégrante d'un grand système défensif militaire. Après la Seconde Guerre mondiale, en 1970, le bâtiment est abandonné.
Tombé dans le délabrement, il passe en 1998 à la province autonome de Bolzano et en 2007, le Club alpin sud-tyrolien et le Club alpin autrichien lancent un concours pour la rénovation et la revitalisation du Helmhaus, un concours remporté par l'architecte Johannes Watschinger de Sesto.

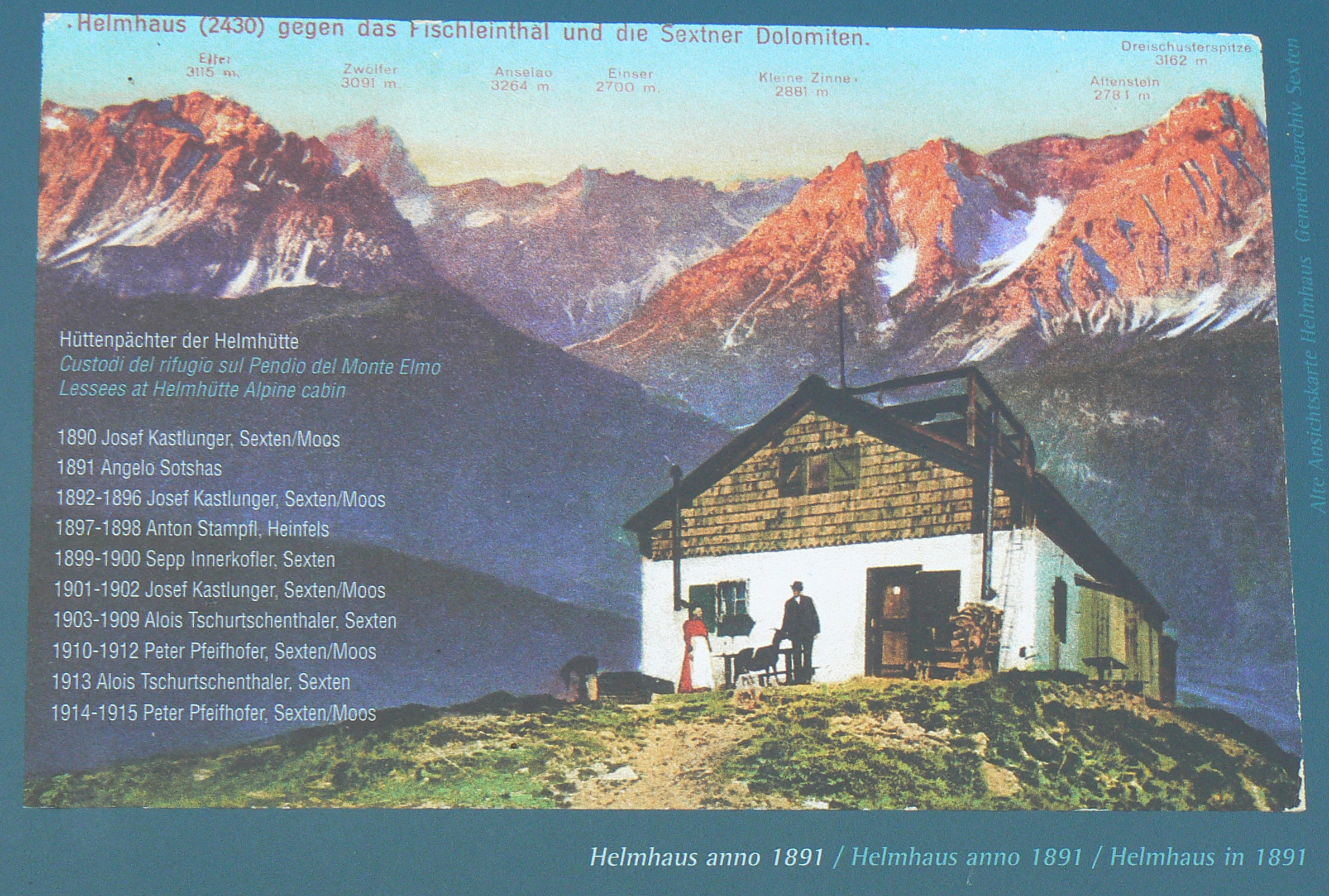
Le Helmhaus en 1891, l'année de sa construction.
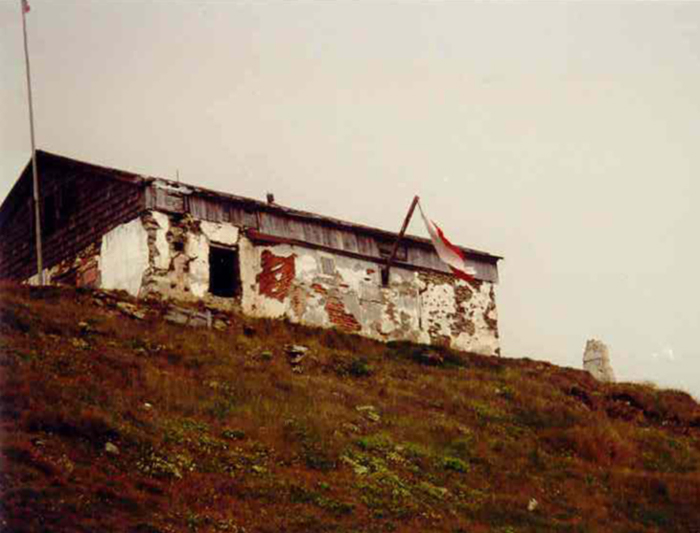
Le Helmhaus en 1996.
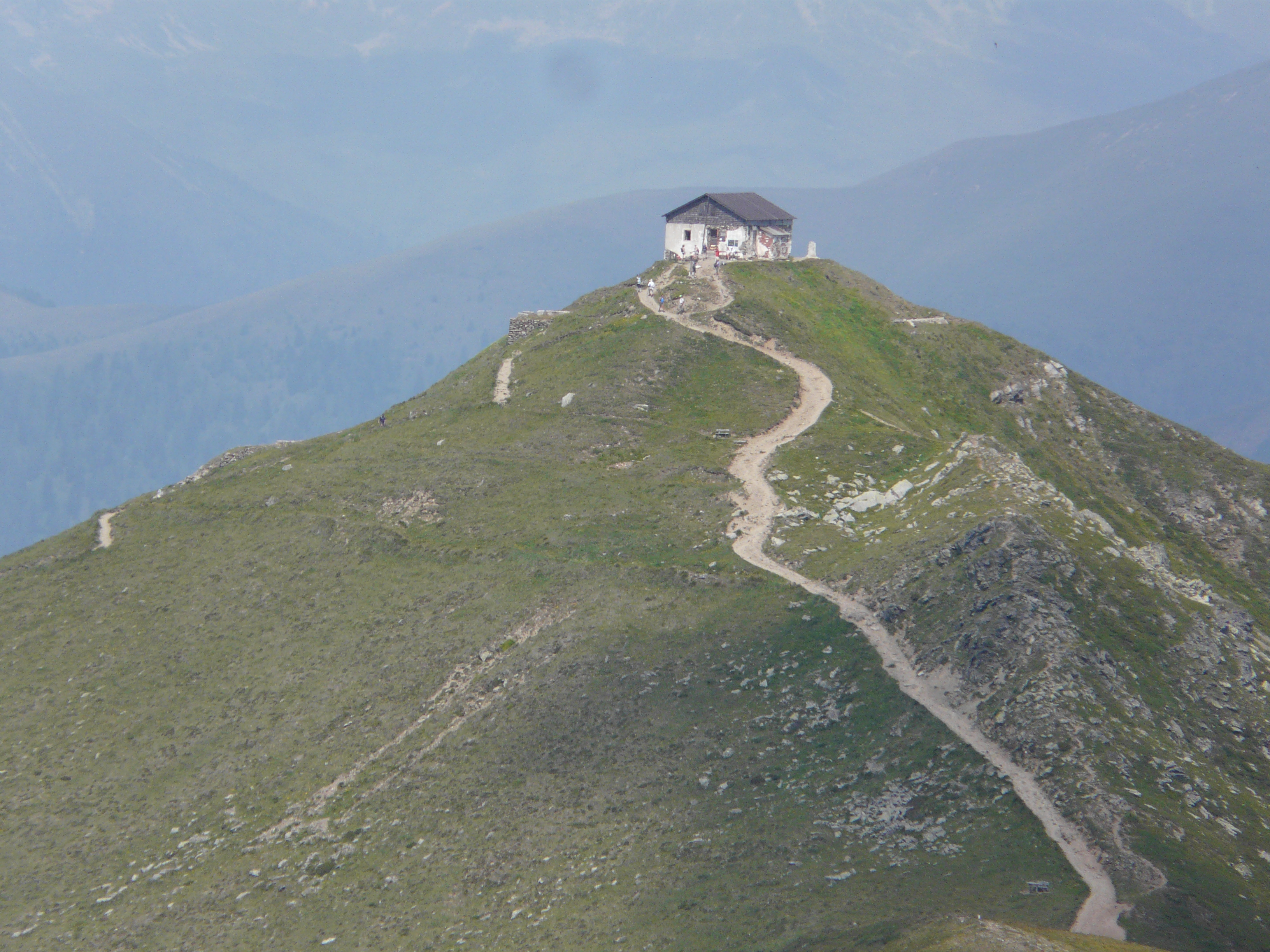
Le Helmhaus en 2011.

## Croix sommitale

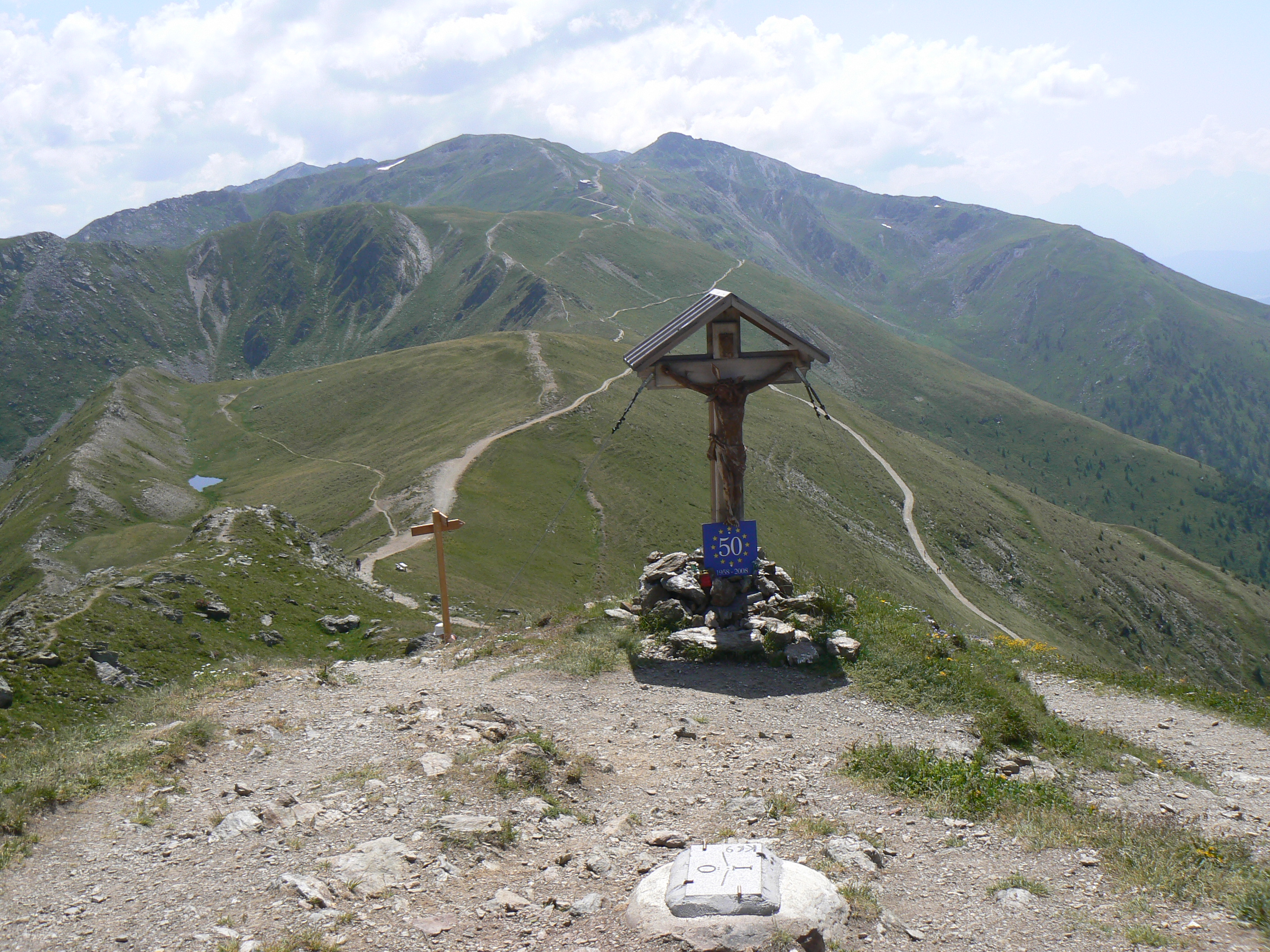
La croix sommitale.

Le 27 juillet 1958, peu de temps après la signature par l'Italie des accords pour une Europe unie, des scouts de 7 pays différents placent une croix avec le Christ vivant au sommet de la montagne, réalisée par Josef Tschurtschenthaler de Sesto.